# پرنسس امی
پرنسس امی (آلمانی: Prinzessin Emmy) فیلم پویانمایی فانتزی محصول مشترک آلمان، بریتانیا و بلژیک است که در سال ۲۰۱۹ به کارگردانی پیت د رایکر و بر پایهٔ فیلم‌نامه‌ای از سرجیو کاشی ساخته شد. این فیلم نتیجهٔ همکاری مشترک استودیو ۱۰۰ مدیا، تاکینگ هورس، ویت‌باکس و انیمیشنزفابریک است و داستان آن حول محور پرنسس امی می‌چرخد که توانایی جادویی صحبت کردن با اسب‌های خانگی‌اش را دارد.

## صداپیشه‌های انگلیسی
- روبی بارنهیل در نقش پرنسس امی[۶]
- بلا رمزی در نقش پرنسس جیزانا[۶]
- جان هانا در نقش پادشاه کارل[۶]
- فرانکا پوتنته در نقش ملکه کارلا[۶]
- جوئل فرای در نقش سزار[۸]

## انتشار و بازخورد
پرنسس امی در سال ۲۰۱۹ در آلمان اکران شد و نقدهای عمدتاً متوسط تا منفی از سوی منتقدان دریافت کرد. این فیلم در بریتانیا در ۲۳ اوت ۲۰۱۹ به نمایش درآمد. فروش جهانی فیلم (به جز آلمان) ۵۴٬۳۲۸ دلار گزارش شده است.